# Flexflitser

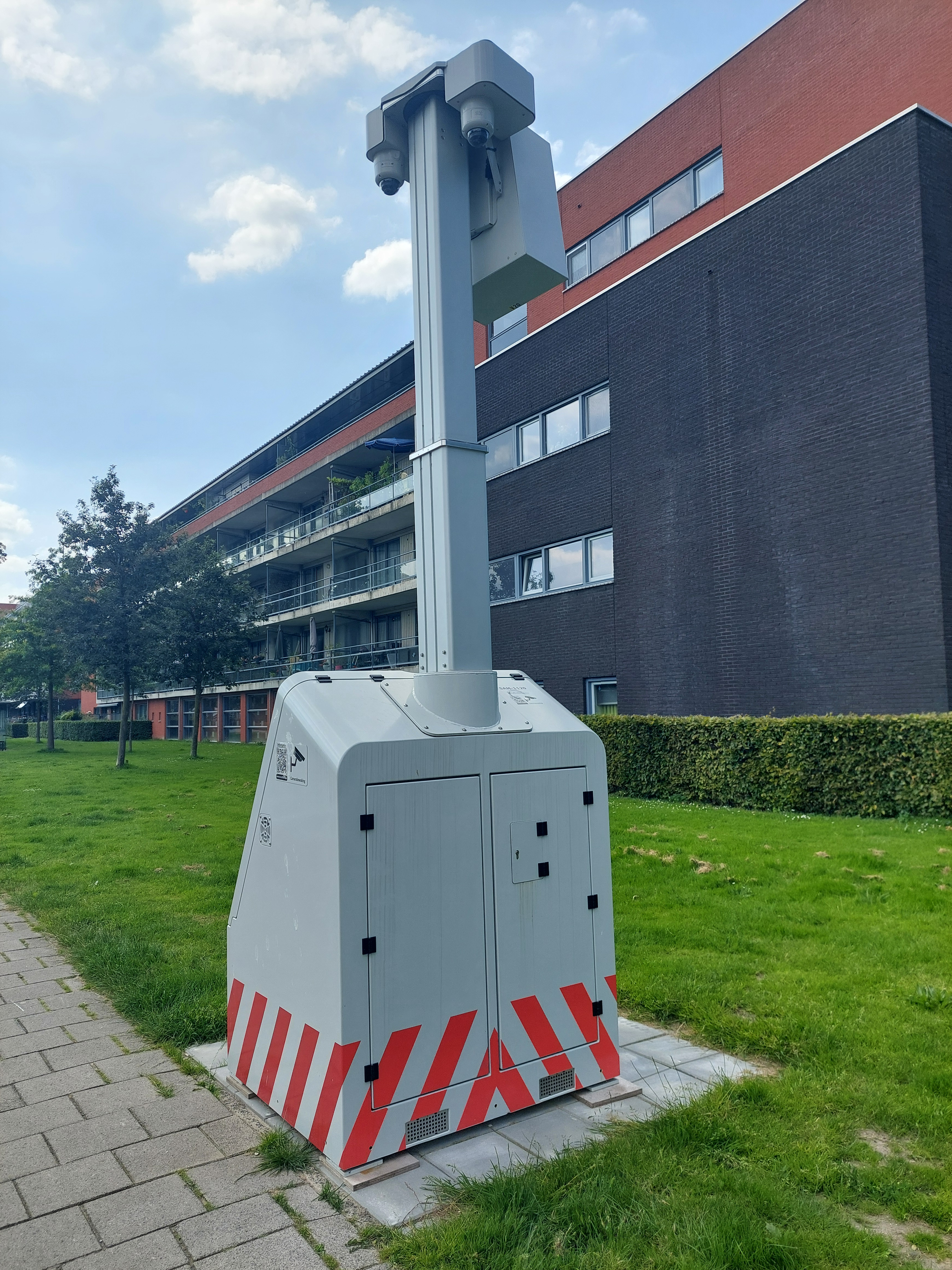

Een flexflitser is een mobiele flitspaal waarmee een overschrijding van de maximumsnelheid kan worden geregistreerd. In november 2022 zijn flexflitsers geïntroduceerd door het Nederlandse Openbaar Ministerie. Ze werden gedurende twee maanden op een plek neergezet en daarna weer verplaatst. Er werd gestart met 50 exemplaren, uit te bereiden tot 125 in 2026.

## Werking
Ondanks de naam maakt de flexflitser geen flitsfoto, maar een foto zonder flits. De flexflitser heeft een accu die twee maanden meegaat, waarbij het apparaat continu in werking is. Wegbeheerders kunnen een locatie voor een flexflitser aandragen bij de politie. Die besluit op basis van een aantal criteria of de flitser geplaatst wordt.
Als er sprake is van een overschrijding van de maximumsnelheid, maakt het apparaat een foto van het kenteken. Deze foto wordt meteen doorgestuurd naar het Centraal Justitieel Incassobureau in Leeuwarden. De overtreder krijgt vervolgens een boete. De foto kan zowel van de voorkant van de auto gemaakt worden, als van de achterkant.
Het apparaat is toepasbaar op wegen met een maximumsnelheid van 50, 70 of 80 km/u. Om de flexflitser te beschermen tegen vandalisme is er een speciale filmcamera aan het apparaat bevestigd die gaat opnemen als iemand zich lange tijd in de omgeving van de flitser bevindt.
Automobilisten kunnen melden waar ze een flexflitser zien staan, zodat deze wordt opgenomen in de database van Flitsmeister.

### Resulterende boetes
In 2023 werden er op grond van de foto's van de flexflitsers meer dan 470.000 boetes opgelegd. Het doel van de flexflitser is niet om zoveel mogelijk verkeersboetes binnen te halen, maar om door handhaving van de maximumsnelheid het aantal hardrijders en daarmee het aantal verkeersongevallen te verminderen.

## Juridische aspecten
Een flexflitser dient niet dicht bij snelheidswijzigingen te worden geplaatst, zoals een bord met snelheidsbeperking of bij het begin van de bebouwde kom. Boetes bij een verkeerd geplaatste flitser kunnen worden vernietigd.

## Testfase
In 2012 werd in Nederland een eerste test gedaan met verplaatsbare flitspalen. Ook in 2022 werden  flexflitsers getest. Op grond van deze laatste resultaten heeft het OM besloten om de palen in te voeren voor praktijktoepassingen. De test werd uitgevoerd met twee types, een flitser met eigen stroomvoorziening en een die voor de stroomvoorziening tijdelijk werd gemonteerd aan een lantaarnpaal. Bij dit laatste type bleek het qua procedures te tijdrovend te zijn om deze te installeren en werd voor het type met eigen stroomvoorziening gekozen.

## Het woord flexflitser
Het woord flexflitser was ten tijde van de introductie van het apparaat een neologisme. Het past als zodanig in het rijtje flexitariër, flexwerk, flexplek, flexvrijwilliger etc. Het was in week 46 van 2022 het woord van de week.